# ماريا نونيز
ماريا نونيز (بالإسبانية: María Núñez)‏ مواليد 27 نوفمبر 1988 في موغان، لاس بالماس دي غران كناريا، إسبانيا، هي لاعبة كرة يد إسبانية تلعب كمحور. مثلت منتخب إسبانيا لكرة اليد للسيدات. حققت المركز الثاني في بطولة أوروبا لكرة اليد للسيدات 2014.

## سجل المنافسة
شاركت في البطولات التالية:
- بطولة العالم لكرة اليد للسيدات 2015
- بطولة أوروبا لكرة اليد للسيدات 2014

## الميداليات
| الميدالية | المسابقة                            |
| --------- | ----------------------------------- |
| فضية      | بطولة أوروبا لكرة اليد للسيدات 2014 |

## روابط خارجية
- ماريا نونيز على موقع الاتحاد الأوروبي لكرة اليد (الإنجليزية)